# Boelckea
Boelckea je monotipski biljni rod iz porodice trpučevki  (Plantaginaceae). Jedina vrsta je B. beckii, južnoamerička jednogodišnja biljka, bolivijski endem 

## Ime
Rod je dobio ime po njemačkom botaničaru Friedrichu Boelckeu, koji je prvi opisao ove biljke. 

## Opis
Rod je opisan u Parodiana 7(1–2): 15–24, f. 1–3. 1992.  Vrsta B. beckii poznata je po svojim prekrasnim cvjetovima.